# Lodi Automóviles
Lodi Automóviles war ein argentinischer Hersteller von Automobilen.

## Unternehmensgeschichte
Alberto López Rolandi gründete 1973 das Unternehmen in Lomas del Mirador in der Provinz Buenos Aires. Eine andere Quelle nennt den Ort Ramos Mejía. Er begann mit der Produktion von Automobilen. Der Markenname lautete Lodi, abgeleitet vom Namen des Gründers. Später kamen Aufbauten für Pkw und Lkw dazu. In den 1990er Jahren endete die Produktion.

## Fahrzeuge
Das erste Modell von 1973 war ein Fahrzeug im Stile eines VW-Buggy, den es in zwei Ausführungen gab. Der Motor kam allerdings von Renault. Die Karosserie bestand aus Kunststoff.
Außerdem werden Aufbauten für Citroën Méhari, Jeep und Pick-ups genannt.
Für die Zeit ab 1983 sind Geländewagen mit Kunststoffkarosserie überliefert.